# The Home Maker
The Home Maker è un film muto del 1925 diretto da King Baggot, interpretato da Alice Joyce e da Clive Brook. Il film, prodotto e distribuito dalla Universal, uscì in sala il 22 novembre 1925. La sceneggiatura si basa sul romanzo The Home-Maker di Dorothy Canfield, pubblicato a New York nel 1924.

## Trama
Dopo essere stato licenziato, Lester Knapp tenta il suicidio per far incassare alla moglie una grossa assicurazione, ma il suo tentativo fallisce, rendendolo un invalido. Ormai ridotto a vivere sulla sedia a rotelle, si prende cura della conduzione della casa, crescendo i tre figli mentre la moglie si mette a lavorare. La signora Knapp ha successo nella sua professione e la felicità regna in famiglia. Quando Lester si rende conto che sta riprendendo l'uso delle gambe, si spaventa temendo che il clima infelice che si respirava in casa prima della disgrazia possa tornare: si mette così d'accordo con il medico curante, decidendo che non è ancora arrivato il tempo per lui di camminare di nuovo.

## Produzione
Il film fu prodotto dalla King Baggot Productions associata alla Universal Jewel (Universal Pictures).

## Distribuzione
Il copyright del film, richiesto dalla Universal Pictures Corp., fu registrato il 20 luglio 1925 con il numero LP21671. Presentato da Carl Laemmle, il film fu distribuito nelle sale cinematografiche statunitensi dall'Universal Pictures il 22 novembre dopo essere stato proiettato in prima a New York il 9 agosto 1925. Il 26 aprile 1926, l'European Motion Picture Company lo distribuì nel Regno Unito.
Copia completa della pellicola si trova conservata negli archivi dell'UCLA.